# Planet Pit
Planet Pit — шестой студийный альбом американского рэпера Питбуля, выпущенный 17 июня 2011 через лейблы Polo Grounds Music, Mr. 305 Entertainment, Sony Music и J Records. В работе над альбомом приняли участие разные поп и хип-хоп продюсеры: Давид Гетта, RedOne, Dr. Luke, Джим Джонсин и Soulshock. В музыкальном плане альбом создавался с прицелом на то, чтобы каждая песня могла стать потенциальным синглом. На альбоме выражено сильно влияние той музыки, которую Pitbull слушал в детстве: меренге, фристайл, ча-ча-ча, Майами-бейс, хип-хоп и дэнсхолл. Альбом дебютировал на 7 строке в Billboard 200 с продажами на первой неделе 55,000 копий, став для Питбуля альбомом с самой высокой позицией в чарте в США. Это был последний альбом в лейбле J Records, так как он должен был закрыться летом 2011 г.

## Отзывы музыкальной прессы
| Оценки критиков      | Оценки критиков |
| Источник             | Оценка          |
| -------------------- | --------------- |
| Allmusic             | [ 4 ]           |
| Digital Spy          | [ 5 ]           |
| Entertainment Weekly | (A-)            |
| Us Magazine          | [ 7 ]           |
| Rolling Stone        | [ 8 ]           |
| Slant Magazine       | [ 9 ]           |
| The New York Times   | (позитивная)    |
| The Washington Post  | (положительная) |

Альбом получил в основном положительные отзывы от музыкальных критиков. На сайте Metacritic, формирующем рейтинг на основе рецензий, альбом получил в среднем 70 баллов из на основе 12 обзоров. Эллисон Стюарт из газеты The Washington Post положительно отозвалась о Planet Pit: «Его новый диск обходится без идеи, что поп-альбомы должны состоять из нескольких синглов с приглашёнными знаменитостями. Каждая песня здесь это коллаборация с суперзвездой/супер продюсером, каждая песня фейерверк» и охарактеризовала диск как «будущий сборник Greatest Hits.» Йан Дрю в обзоре для Us Magazine оценил альбом на 3 звезды из 5 отметив, «Если вы хотите великий поп-хит наших дней, тогда дайте Питбулю прочитать свой рэп». И заключил: «Так легко, тридцатилетний кубинский MC заставляет влюбиться в свой последний CD, полностью состоящий (из чего?) пульсирующих клубных хитов». Роберт Коспи из Digital Spy дал альбому 2 звезды из 5, сказав что «помимо впечатляющего списка приглашенных широко известных вокалистов, есть несколько, хотя и маленькие искры радости, которые можно в нём найти», и добавил, что «Planet Pit большей частью остался обычном миксом головной боли вперемешку с хаусным хип-хипом и слабо заискивающих строчек».
Джоди Розен из Rolling Stone дала альбому 3 из 5 звёзд, написав: «На нём присутствуют такие звезды R&B как (Крис Браун) и латиноамериканский мачо (Энрике Иглесиас). Явное копирование Black Eyed Peas' „I Gotta Feeling“ („Give Me Everything“) и „Love the Way You Lie“ Эминема („Castle Made of Sand“). Но есть что-то чарующее в энтузиазме Питбуля: он звучит естественно, когда продвигает свой бренд». Дэвид Джефрис из Allmusic дал альбому 4 из 5 звёзд, написав: «Отличные хуки, блестящий выпуск, современные приёмы и список гостей, состоящий из звёзд делает его захватывающим аттракционом, но причина, по которой „Planet Pit“ сохранил свой дух радости даже после нескольких прослушиваний — это умопомрачительная харизма и дерзость», закончив: «Это клубный хип-хоп триумф, как и альбом Elephunk и ещё одно высшее достижение для владельца поп-рэп сцены». Джон Караманика из The New York Times написал позитивную рецензию, назвав альбом окончанием «долгой трансформации [Питбуля] от эры кранка до звезды танцевального рэпа», заявив: «Музыка соблазняюще азартна, вызывающая желание пуститься в пляс под ритмичный темп. […] И также служит предупреждением для поп-продюсеров, которые могут наблюдать, что подходящая для мегаклубов музыка — когда-то отвергаемая европейцами — может прижиться среди американских звёзд в различных жанрах».

## Коммерческий успех
«Planet Pit» дебютировал на седьмом месте в Billboard 200, в первую неделю было куплено 55 000 копий. На второй неделе альбом спустился на 14 позицию с продажами в количестве 28 000 копий. К 5 июлю 2011 года было продано 83 000 экземпляров пластинки в США.К 22 декабря 2011 года в США было продано 286 000 копий альбома.

## Синглы
- «Hey Baby (Drop It to the Floor)» при участии T-Pain был выпущен 14 сентября 2010 в качестве первого сингла с альбома. Он достиг #7 в чарте Billboard Hot 100 в США и #10 в Канаде и Австралии.
- «Give Me Everything» при участии Ne-Yo, Afrojack и Nayer был выпущен 18 марта 2011 в качестве второго сингла с альбома. Он достиг #1 в Billboard Hot 100, Британии и Канаде, #2 Германия, Франция, Испания, Австралия и #4 в Италии.
- «Rain Over Me» при участии Марка Энтони был выпущен 19 июля 2011 г. в качестве третьего сингла с альбома. Он достиг пика на #30 в Billboard Hot 100, #1 в Испании, #2 во Франции, #7 в Германии и Канаде и #9 в Австралии.
- «International Love» при участии Криса Брауна был выпущен 1 ноября 2011 г. в качестве четвёртого сингла с альбома. Он достиг #13 в Billboard Hot 100, #3 в Испании, #6 во Франции, #10 в Британии и Канаде.

### Промосинглы
- «Pause» был выпущен 7 июня 2011 в качестве первого промосингла с альбома[15]. Трек был использован в рекламе фитнес-программы Zumba через видео конкурс[16][17]. Он дебютировал и достиг высшей позиции на 73 строке в Billboard Hot 100 в США.
- «Shake Señora» был выпущен 11 августа 2011 года в качестве второго промосингла с альбома[18]. Он достиг пика на 69 строке в Billboard Hot 100 в США и 33 в Canadian Hot 100.

## Выход в свет
Альбом дебютировал на 7 строке в Billboard 200 с продажами на первой неделе 55,000 копиями, став для Питбуля альбомом с самой высокой позицией в чарте в США. К сентябрю 2012 альбом был распродан 477,000 копиями в США.

## Список композиций
| №                   | Название                                                          | Автор(ы) | Продюсер(ы)                          | Длительность |
| ------------------- | ----------------------------------------------------------------- | --- | ------------------------------------ | ------------ |
| 1.                  | «Mr. Worldwide (Intro)» (при участии Vein)                        | Армандо К. Перес, Михаела Шило, Гавриэль Аминов                                                                                          | Vein                                 | 1:24         |
| 2.                  | «Give Me Everything» (при участии Ne-Yo, Afrojack и Nayer)        | Армандо К. Перес, Ник ван де Волл, Шаффер Смит                                                                                           | Afrojack                             | 4:12         |
| 3.                  | «Rain Over Me» (при участии Marc Anthony)                         | Армандо К. Перес, Надир Хаят, Марк Энтони, Билал Хаджи, Ахраф Янусси, Рашид Азиз                                                         | RedOne, Rush, Jimmy Joker            | 3:51         |
| 4.                  | «Hey Baby (Drop It to the Floor)» (при участии T-Pain)            | Армандо К. Перес, Сэнди Вильгельм, Фахим Наджим                                                                                          | Sandy Vee                            | 3:54         |
| 5.                  | «Pause»                                                           | Армандо К. Перес, Абдесамад Бен Абделуахид, Адриан Санталла, Ари Калими, Уралес Варгас                                                   | Affect, Drop, DJ Buddha, Apster      | 3:00         |
| 6.                  | «Come n Go» (при участии Enrique Iglesias)                        | Армандо К. Перес, Лукаш Готвальд, Бенджамин Левин, Макс Мартин, Энрике Иглесиас                                                          | Dr. Luke, Benny Blanco               | 3:50         |
| 7.                  | «Shake Señora» (при участии T-Pain и Sean Paul)                   | Армандо К. Перес, Клинтон Спаркс, Уильям Григасин, Фахим Наджим, Шон Энрике, Ральф де Леон, Гарри Белафонте, Габриэль Оллер, Стив Сэмюэл | Clinton Sparks, DJ Snake             | 3:34         |
| 8.                  | «International Love» (при участии Chris Brown)                    | Армандо К. Перес, Карстен Шек, Питер Байкер, Шон Херли, Клод Келли                                                                       | Soulshock, Peter Biker, Sean Hurley  | 3:47         |
| 9.                  | «Castle Made Of Sand» (при участии Kelly Rowland & Jamie Drastik) | Армандо К. Перес, Джастин Фрэнкс, Джейкоб Латтрелл, Джули Фрост, Келли Роуленд, Джеймс Хьюи                                              | DJ Frank E, Jacob Luttrell           | 3:48         |
| 10.                 | «Took My Love» (при участии Redfoo, Vein и David Rush)            | Армандо К. Перес, Стефан Горди, Гавриэль Аминов, Уралес Варгас, Дэвид Боуэн-Петтерсон, Нил Конуэй, Кристал Уотерс                        | Redfoo, DJ Buddha                    | 4:29         |
| 11.                 | «Where Do We Go» (при участии Jamie Foxx)                         | Армандо К. Перес, Джеймс Шеффер, Марк Кинчен, Дэнни Моррис, Лерой Санчес, Джейми Фокс                                                    | Jim Jonsin, Mr. Morris, Marc Kinchen | 3:50         |
| 12.                 | «Something for the DJ's»                                          | Армандо К. Перес, Давид Гетта, Ник ван де Волл, Рико Лав                                                                                 | David Guetta, Afrojack, Rico Love    | 3:04         |
| Общая длительность: | Общая длительность:                                               | Общая длительность: | Общая длительность:                  | 42:43        |

| №   | Название                                                        | Длительность |
| --- | --------------------------------------------------------------- | ------------ |
| 13. | «Mr. Right Now» (при участии Akon)                              |              |
| 14. | «Shake Señora (Remix)» (при участии T-Pain, Шон Пол & Ludacris) |              |
| 15. | «Oye Baby» (при участии Nicola Fasano)                          |              |
| 16. | «My Kinda Girl» (при участии Nelly)                             |              |

Семплы, использованные в альбоме
- «Hey Baby (Drop It to the Floor)» содержит семпл из песни «Push It» трио «Salt-n-Pepa».
- «Pause» содержит семпл из песни «Bubble Gutz», написанной Абдесамадом Бен Абделоуэхидом и исполненная Apster.
- «Took My Love» содержит отрывок композиции «Gypsy Woman (She's Homeless)», написанной Нилом Конвэйем и группой «Crystal Waters» и исполненная «Crystal Waters».
- «Oye Baby» содержит переигранный семпл песни «Tombo in 7/4», написанной Аирто Морейра.
- «Shake Senora» содержит отрывок из песни «Jump in the Line» певца Гарри Белафонте.

## Чарты и сертификации
| Чарт (2011)                               | Наивысшая позиция |
| ----------------------------------------- | ----------------- |
| Australian Albums Chart                   | 5                 |
| Australian Urban Albums Chart             | 2                 |
| Austrian Albums Chart                     | 3                 |
| Belgian Albums Chart (Flanders)           | 24                |
| Belgian Albums Chart (Wallonia)           | 11                |
| Canadian Albums Chart                     | 4                 |
| Czech Albums Chart                        | 33                |
| Danish Albums Chart                       | 39                |
| Dutch Albums Chart                        | 21                |
| Finland Albums Chart                      | 21                |
| French Albums Chart                       | 13                |
| German Albums Chart                       | 6                 |
| Greek Albums Chart                        | 27                |
| Hungarian Albums Chart                    | 6                 |
| Irish Albums Chart                        | 17                |
| Italian Albums Chart                      | 8                 |
| Mexican Albums Chart                      | 12                |
| New Zealand Albums Chart                  | 10                |
| Norwegian Albums Chart                    | 30                |
| Polish Albums Chart                       | 12                |
| Portuguese Albums Chart                   | 24                |
| Scottish Albums Chart                     | 16                |
| Spanish Albums Chart                      | 5                 |
| Swiss Albums Chart                        | 2                 |
| South Korean Albums Chart (International) | 6                 |
| UK Albums Chart                           | 11                |
| UK R&B Albums Chart                       | 1                 |
| US Billboard 200                          | 7                 |
| US Top Rap Albums                         | 2                 |
| US Top R&B/Hip-Hop Albums                 | 3                 |

| Чарт (2011)            | Позиция |
| ---------------------- | ------- |
| Austrian Albums Chart  | 40      |
| Canadian Albums Chart  | 24      |
| German Albums Chart    | 54      |
| Hungarian Albums Chart | 56      |
| Swiss Albums Chart     | 28      |

| Чарт (2012)                     | Позиция |
| ------------------------------- | ------- |
| Belgian Albums Chart (Flanders) | 96      |
| US Billboard R&B/Hip-Hop Albums | 25      |

| Регион                                                      | Сертификация  | Продажи  |
| ----------------------------------------------------------- | ------------- | -------- |
| Австралия (ARIA)                                            | Платиновый    | 70 000^  |
| Австрия (IFPI Austria)                                      | Золотой       | 10 000*  |
| Канада (Music Canada)                                       | Платиновый    | 80 000^  |
| Франция (SNEP)                                              | Золотой       | 50 000*  |
| Германия (BVMI)                                             | Золотой       | 100 000^ |
| Венгрия (Mahasz)                                            | Золотой       | 3000^    |
| Индия                                                       | 3× Платиновый | 18,000   |
| Мексика (AMPROFON)                                          | Золотой       | 30 000^  |
| Швейцария (IFPI Switzerland)                                | Золотой       | 15 000^  |
| США (RIAA)                                                  | Золотой       | 500 000^ |
| ^ Данные о тиражах приведены только на основе сертификации. |               |          |

## История релиза
| Страна         | Дата           | Формат                   |
| -------------- | -------------- | ------------------------ |
| Австралия      | 17 июня 2011   | CD, Цифровая дистрибуция |
| Германия       | 17 июня 2011   | CD, Цифровая дистрибуция |
| Ирландия       | 17 июня 2011   | CD, Цифровая дистрибуция |
| Нидурланды     | 17 июня 2011   | CD, Цифровая дистрибуция |
| Великобритания | 20 июня 2011   | CD, Цифровая дистрибуция |
| США            | 21 июня 2011   | CD, Цифровая дистрибуция |
| Дания          | 22 июня 2011   | CD, Цифровая дистрибуция |
| Бразилия       | 30 июня 2011   | CD, Цифровая дистрибуция |
| Польша         | 8 августа 2011 | CD, Цифровая дистрибуция |